# Ko Kut
Ko Kut (en tailandés: เกาะกูด) es una isla y distrito (Amphoe) de la provincia de Trat, en Tailandia oriental, que consiste en un grupo de varias islas. Con una población de alrededor de 2.118 personas en 2007, es el distrito con menor población de toda Tailandia.
Originalmente, la zona del distrito era parte del subdistrito (tambon) Ko Chang, en el distrito de Laem Ngop. En 1952 el subdistrito Ko Mak paso a cubrir toda la isla, en ese momento subdivide en 4 pueblos (muban).
Actualmente el distrito se divide en dos subdistritos (tambon), que se subdividen en ocho pueblos (muban). Hay dos organizaciones administrativas, una para cada subdistricto
| N.º | Nombre | en tailandés | Villas | población |
| --- | ------ | ------------ | ------ | --------- |
| 1.  | Ko Mak | เกาะหมาก     | 2      | 403       |
| 2.  | Ko Kut | เกาะกูด       | 6      | 1,715     |